# Peus per segon
Peus per segon és una unitat de mesura de velocitat que expressa el nombre de peus (ft) recorreguts per segon (s o sec). Les abreviacions inclouen ft/s, ft/sec i el fps. L'equivalent del Sistema Internacional d'Unitats (SI) és el metre per segon.